# Hoplistocerus refulgens
Hoplistocerus refulgens är en skalbaggsart som beskrevs av Blanchard 1843. Hoplistocerus refulgens ingår i släktet Hoplistocerus och familjen långhorningar. Inga underarter finns listade i Catalogue of Life.